# Bob Hope

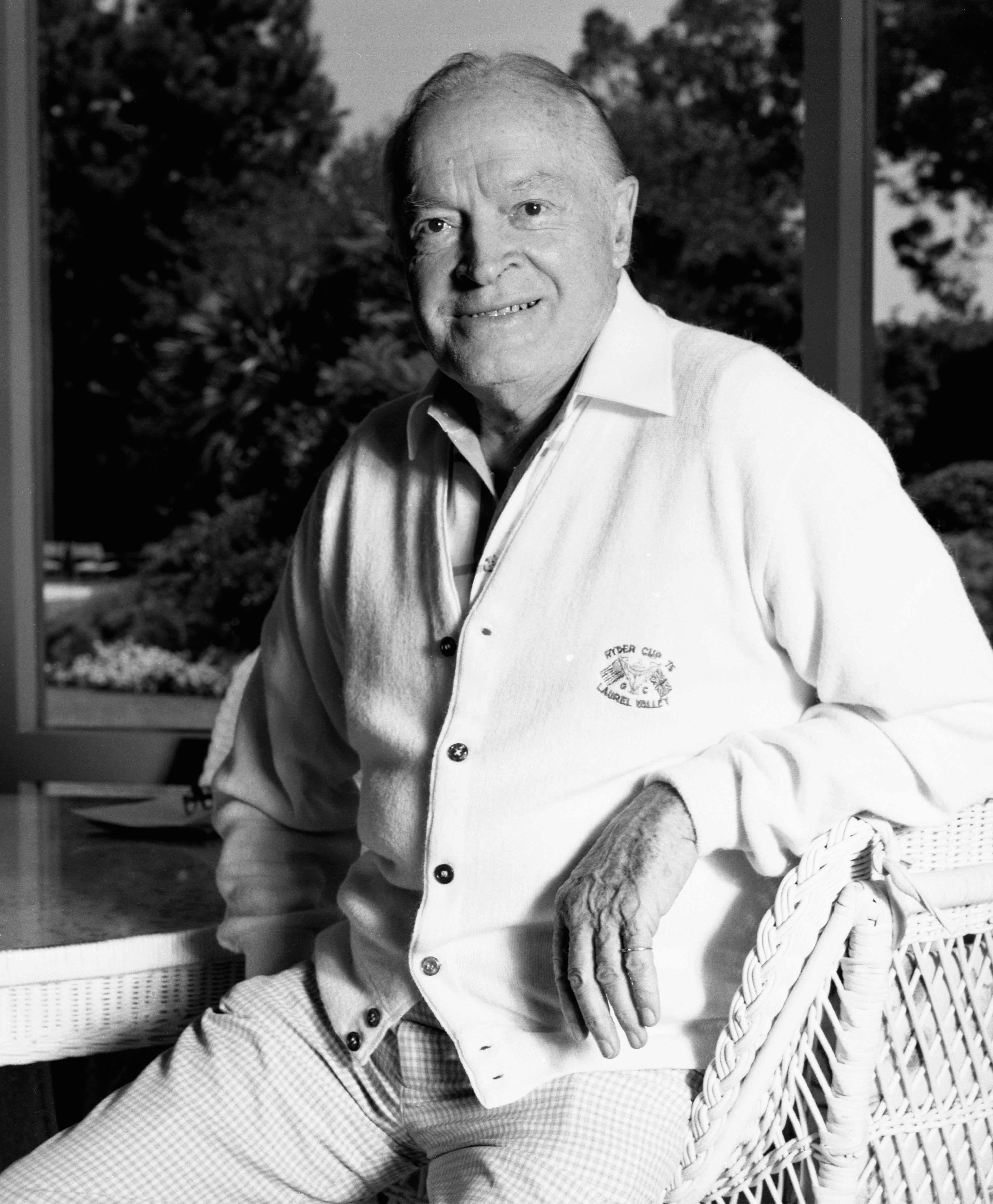
Bob Hope (1986)

Leslie Townes „Bob“ Hope (* 29. Mai 1903 in Eltham, England; † 27. Juli 2003 in Toluca Lake, Kalifornien) war ein US-amerikanischer Komiker, Schauspieler und Entertainer, dessen Karriere in der Showbranche fast 80 Jahre umspannte. Er zählte über Jahrzehnte zu den beliebtesten Komikern der USA und war für seine scharfzüngigen Witze und sein komödiantisches Timing bekannt. Hope spielte Hauptrollen in mehr als 50 Kinofilmen, darunter die sieben Road to...-Filmkomödien mit Bing Crosby als seinem Partner. Als Moderator führte er insgesamt durch 19 Oscarverleihungen, was bis heute ein Rekord ist.

## Biografie
Hope wurde als fünfter von sieben Söhnen von William Henry Hope und Avis Townes geboren. Die Familie emigrierte 1908 an Bord der Philadelphia in die USA und ließ sich in Cleveland, Ohio nieder. 1920 wurde Bob Hope US-amerikanischer Staatsbürger.

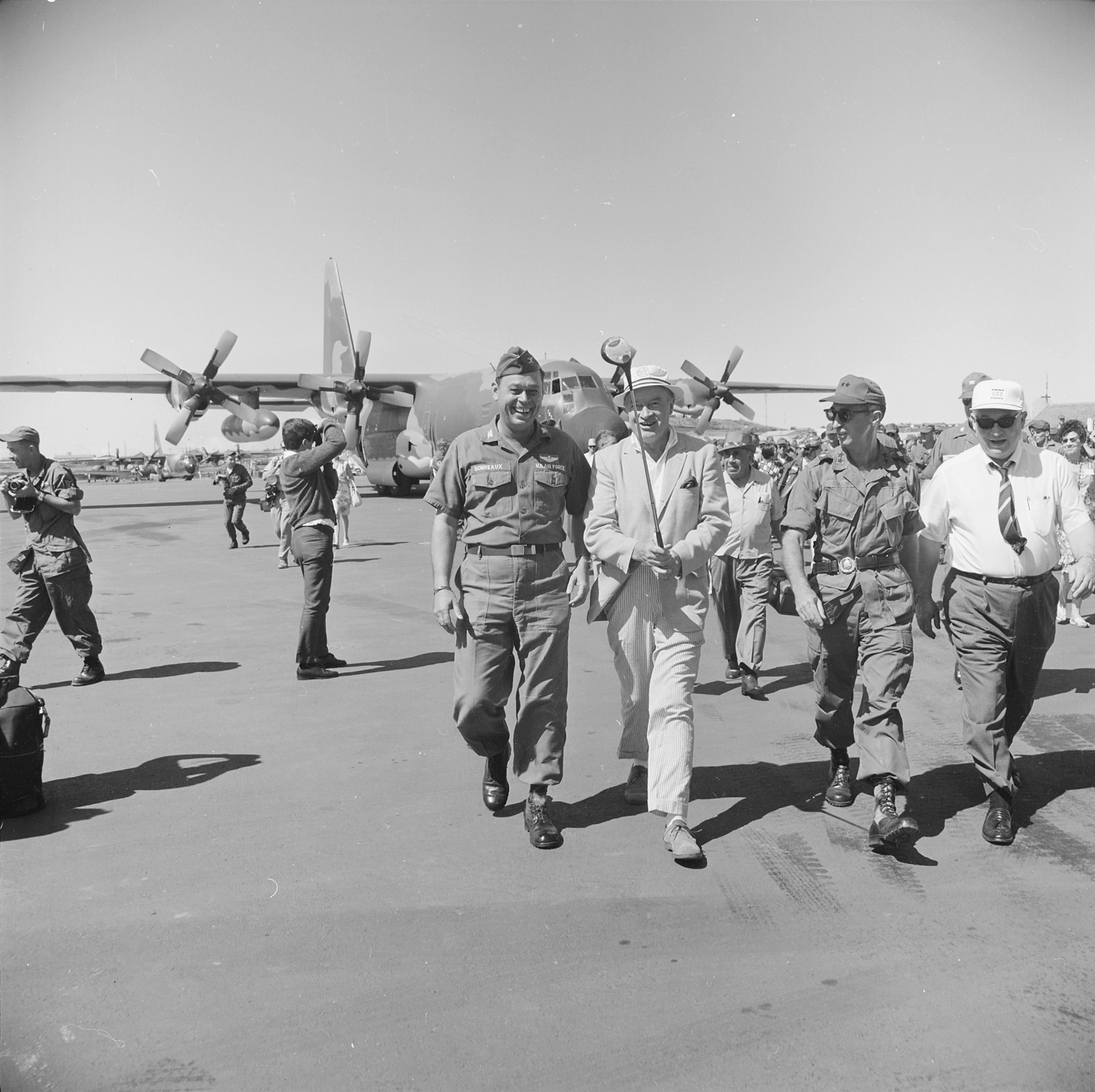
Hope bei einem Besuch bei der US-Armee in Vietnam (1966).

Bevor er Schauspieler wurde, war er unter dem Pseudonym Packey East Profiboxer. Seine Karriere als Komödiant begann er als Blackface-Comedian, als ihm das Anlegen der Farbe dann einmal wegen einer Verspätung vor dem Auftritt nicht mehr gelang, riet ihm der Veranstalter, diese nicht aufzulegen, da seine Mimik so besser wirke. Berühmt wurde er durch mehrere Broadway-Musicals sowie mit Auftritten in Radio und Fernsehen wie auch in Filmen. Zwischen 1941 und 1991 spielte er (unter anderem mit Jack Lemaire) während der Kriege mit amerikanischer Beteiligung vor US-amerikanischen Soldaten und wurde zu einem der beliebtesten Truppenbetreuer.

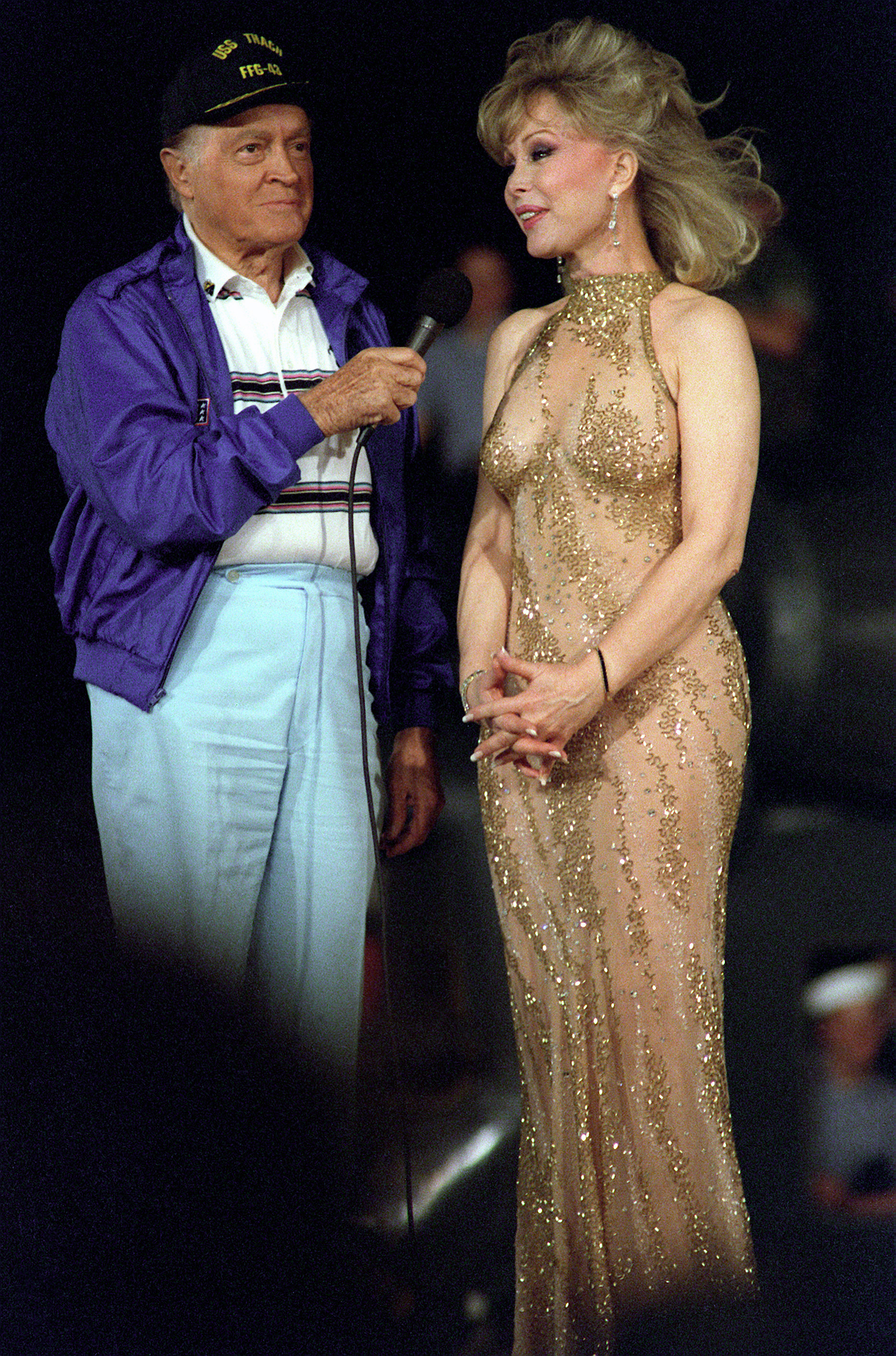
Hope mit Barbara Eden im Dezember 1987.

Hopes bevorzugtes Hobby war Golfspielen. 

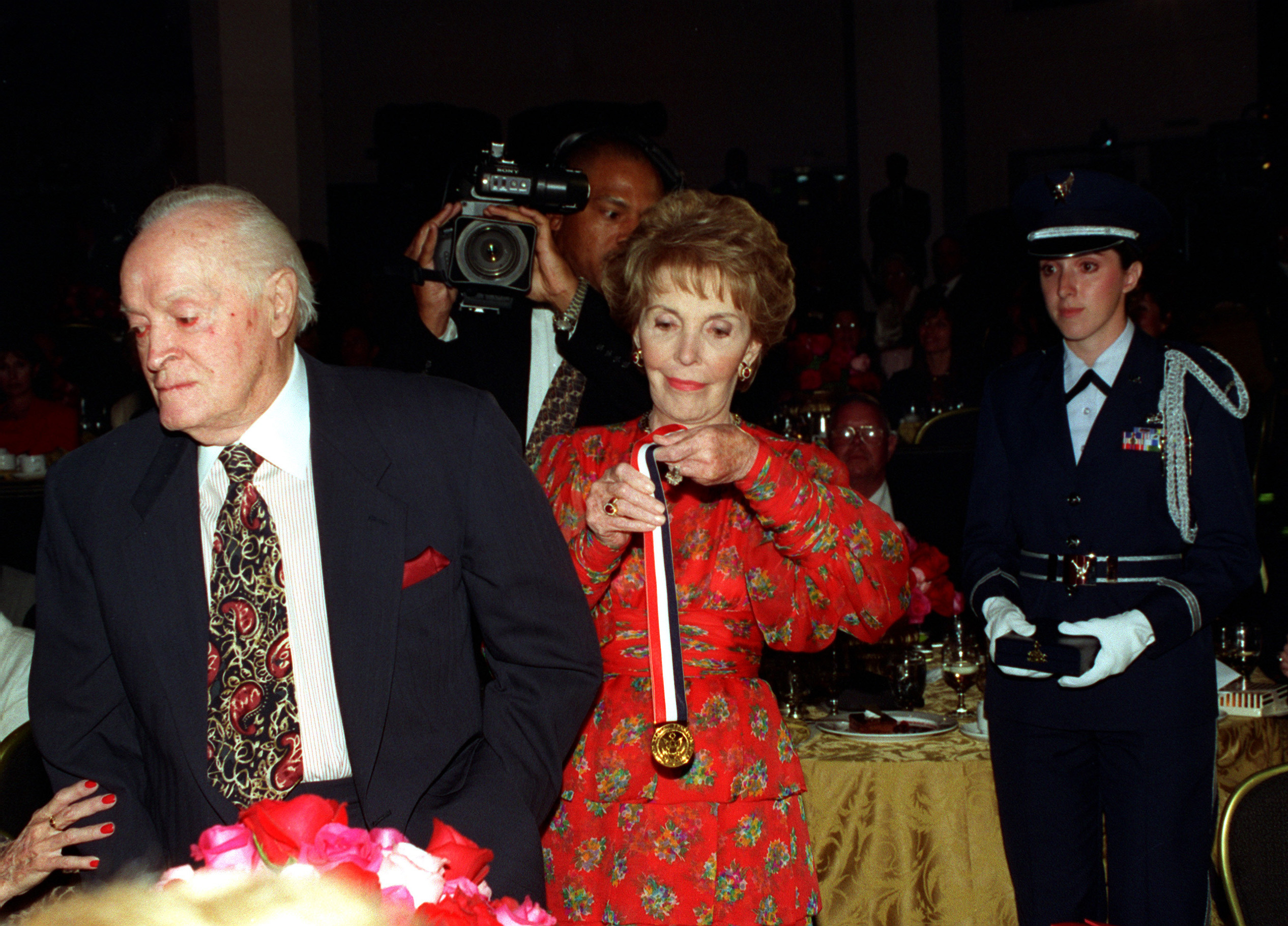
Nancy Reagan überreicht Bob Hope den Ronald Reagan Freedom Award (1997).

Mit seiner Frau Dolores Hope, die ebenfalls über 100 Jahre alt wurde, war er seit dem 19. Februar 1934 bis zu seinem Tod 69 Jahre verheiratet. Mit ihr hatte er vier adoptierte Kinder (zwei Söhne und zwei Töchter). Hope starb im Alter von 100 Jahren an einer Lungenentzündung. Sein Grab befindet sich auf dem San Fernando Mission Cemetery im San Fernando Valley, Los Angeles County.

## Ehrungen
Im Guinness-Buch der Rekorde wird Hope wegen seiner mehr als 1.500 Auszeichnungen als „meistgeehrter Entertainer“ aufgeführt. Darunter sind vier Oscars, die ihm jedoch nicht aufgrund seiner schauspielerischen Leistungen, sondern allesamt ehrenhalber verliehen wurden. Auf dem Hollywood Walk of Fame ist er mit gleich vier Sternen vertreten – in den Kategorien Film, Fernsehen, Radio und Theater.
1983 wurde Hope wegen seiner Verdienste um den Golfsport in die World Golf Hall of Fame aufgenommen. Er ist auch Träger der Medal for Merit, eine der höchsten Auszeichnungen der USA.
Seit 1998 trägt ein Frachtschiff der US-Marine zu Ehren des Entertainers seinen Namen. Seit Dezember 2003 ist der Flughafen von Burbank nördlich von Los Angeles ebenfalls nach ihm benannt; allerdings wird der Name seit Mai 2016 im Außenauftritt nicht mehr genutzt.
Der Asteroid des äußeren Hauptgürtels (2829) Bobhope ist nach ihm benannt.

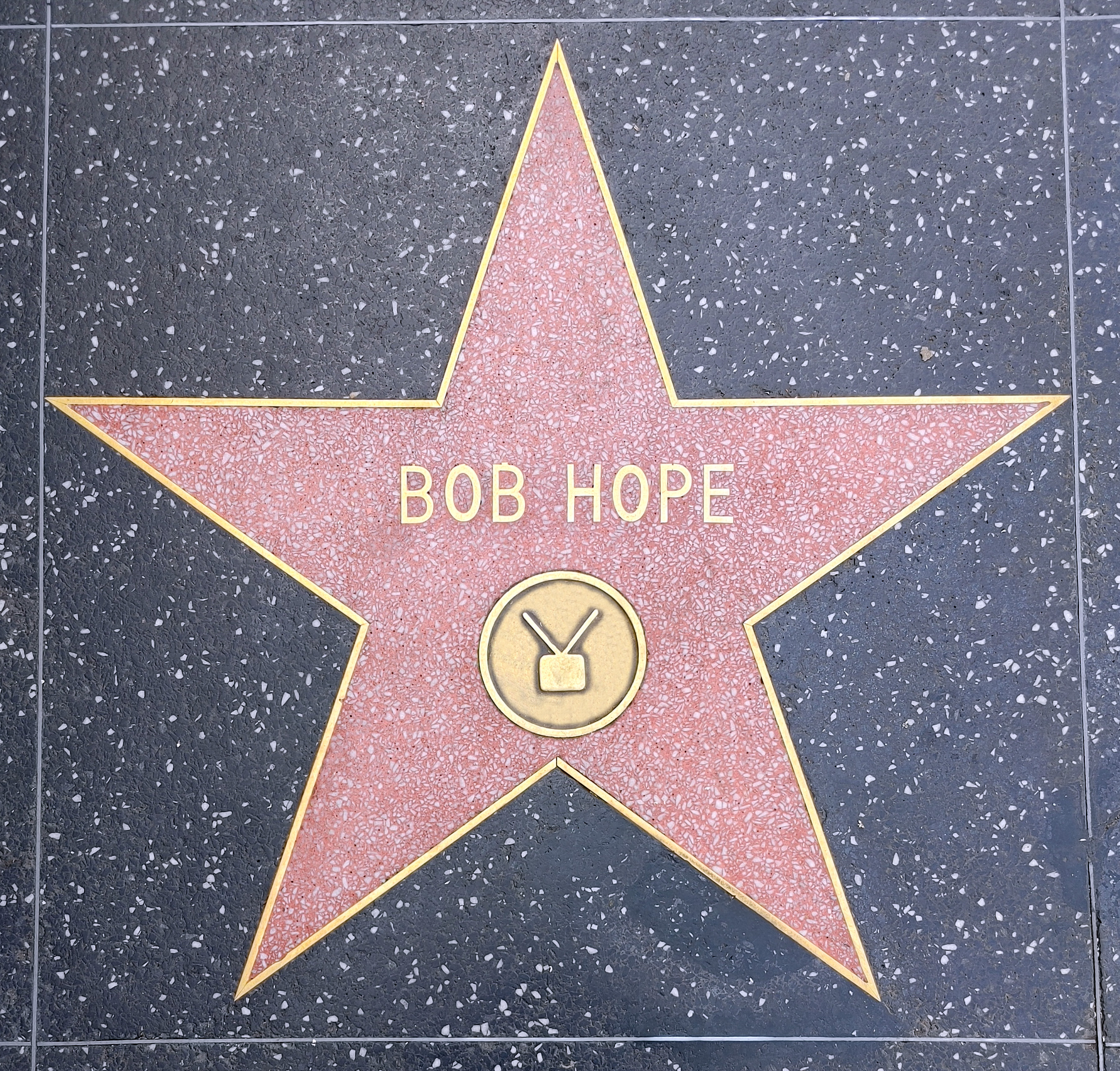
Stern auf dem Hollywood Walk of Fame.

## Filmografie (Auswahl)
- 1938: The Big Broadcast of 1938
- 1938: College Swing
- 1938: Give Me a Sailor
- 1938: Thanks for the Memory
- 1939: Never Say Die
- 1939: Rhythm Romance
- 1939: Some Like It Hot
- 1939: Erbschaft um Mitternacht (The Cat and the Canary)
- 1940: Der Weg nach Singapur (Road to Singapore)
- 1940: The Ghost Breakers
- 1941: Der Weg nach Sansibar (Road to Zanzibar)
- 1941: Caught in the Draft
- 1941: Nothing But the Truth
- 1941: Louisiana Purchase
- 1942: Geliebte Spionin (My Favorite Blonde)
- 1942: Der Weg nach Marokko (Road to Morocco)
- 1942: Star Spangled Rhythm
- 1943: They Got Me Covered
- 1943: Let’s Face It
- 1944: Das Korsarenschiff (The Princess and the Pirate)
- 1946: Der Weg nach Utopia (Road to Utopia)
- 1946: Mit Pinsel und Degen (Monsieur Beaucaire)
- 1947: Detektiv mit kleinen Fehlern (My Favorite Brunette)
- 1947: Where There's Life
- 1947: Der Weg nach Rio (Road to Rio)
- 1947: Mädchen für Hollywood (Variety Girl) (Cameo)
- 1948: Sein Engel mit den zwei Pistolen (The Paleface)
- 1949: Der besiegte Geizhals (Sorrowful Jones)
- 1949: Der große Liebhaber (The Great Lover)
- 1950: Herz in der Hose (Fancy Pants)
- 1951: The Lemon Drop Kid
- 1951: Spione, Liebe und die Feuerwehr (My Favorite Spy)
- 1952: Bleichgesicht Junior (Son of Paleface)
- 1952: Der Weg nach Bali (Road to Bali)
- 1953: Eintritt verboten (Off Limits)
- 1953: Starr vor Angst (Scared Stiff) Cameo
- 1953: Here Come the Girls
- 1954: Der Schürzenjäger von Venedig (Casanova’s Big Night)
- 1955: Komödiantenkinder (The Seven Little Foys)
- 1956: Ich heirate meine Frau (That Certain Feeling)
- 1956: Der eiserne Unterrock (The Iron Petticoat)
- 1957: Beau James
- 1958: Falsches Geld und echte Kurven (Paris Holiday)
- 1959: Ein Schuß und 50 Tote (Alias Jesse James)
- 1959: Fünf Pennies (The Five Pennies)
- 1960: So eine Affäre (The Facts of Life)
- 1961: Junggeselle im Paradies (Bachelor in Paradise)
- 1962: Der Weg nach Hongkong (The Road to Hongkong)
- 1963: Tu das nicht, Angelika (Critic’s Choice)
- 1963: Bob auf Safari (Call Me Bwana)
- 1964: Staatsaffären (A Global Affair)
- 1965: Schweden – Nur der Liebe wegen (I’ll Take Sweden)
- 1966: Völlig falsch verbunden (Boy, Did I Get a Wrong Number!)
- 1967: Acht gehen türmen (Eight on the Lam)
- 1968: Wo bitte gibt’s Bier an der Front? (The Private Navy of Sgt. O'Farrell)
- 1969: Missgeschick und Eheglück (How to Commit Marriage)
- 1972: Die Ferien des Mr. Bartlett (Cancel My Reservation)
- 1979: Muppet Movie (Cameo)
- 1985: Spione wie wir (Spies Like Us) (Cameo)
- 1989: Golden Girls (1 Episode, Cameo)